# Alfred Califice
Alfred Jean Herman Marie Califice (Melen, 2 oktober 1916 - Charleroi, 10 maart 1999) was een Belgisch politicus voor de PSC, waarvoor hij onder meer volksvertegenwoordiger en minister werd.

## Levensloop
Van 1933 tot 1940 was Califice lid van de Parti catholique social. In 1945 werd hij lid van de Union Démocratique Belge en, na de verdwijning van deze partij, sloot hij in 1946 aan bij de PSC/CVP. Hij behoorde tot de linkervleugel van de PSC.
Na in 1936 een diploma te hebben verworven van administratieve wetenschappen bij de provinciale school in Luik, en na deelname aan de Achttiendaagse Veldtocht in 1940, werd hij in 1941 gemeentebediende en vervolgens van 1943 tot 1945 bediende bij ACEC.
Califice werd vanaf 1945 vakbondssecretaris. Hij werd secretaris van het ACV van 1946 tot 1965. In 1964 werd hij ondervoorzitter van het Franstalige MOC of ACW.
Hij stapte vervolgens in de politiek. In opvolging van Oscar Behogne zetelde hij van 1965 tot 1978 voor het arrondissement Charleroi in de Kamer van volksvertegenwoordigers en zetelde hij van 1978 tot 1985 als rechtstreeks gekozen senator voor het arrondissement Charleroi-Thuin in de Belgische Senaat. Door het toen bestaande dubbelmandaat was hij van 1971 tot 1980 ook lid van de Cultuurraad voor de Franse Cultuurgemeenschap en zetelde hij van 1980 tot 1985 in de Waalse Gewestraad en de Franse Gemeenschapsraad. Bovendien was Califice van 1968 tot 1972 lid van het Europees Parlement.
Van 1972 tot 1973 was Califice staatssecretaris voor Huisvesting en Ruimtelijke Ordening in de regering-G. Eyskens V, waarna hij van 1973 tot 1974 minister van Openbare Werken was in de regering-Leburton. Vervolgens was hij van 1974 tot 1977 minister van Tewerkstelling en Arbeid en Waalse Zaken in de regering-Tindemans I, de regering-Tindemans II en de Tindemans III. Als minister van Waalse Zaken was hij de facto de eerste minister-president van de Waalse Executieve. Van 1977 tot 1979 was Califice minister van Sociale Voorzorg en ook staatssecretaris van Sociale Zaken in de regering-Tindemans IV en de regering-Vanden Boeynants II, van 1979 tot 1980 was hij minister van Sociale Voorzorg en Pensioenen in de regering-Martens I en de regering-Martens II en van mei tot oktober 1980 was hij minister van Volksgezondheid, Gezin en Leefmilieu in de regering-Martens III.
In 1983 werd hij benoemd tot minister van Staat.